# Postmuseum (Athen)
Das Postmuseum in Athen ist ein kleines Museum zur griechischen Postgeschichte.

## Geschichte
Eine private Initiative zur Gründung wurde ab 1966 staatlich unterstützt, so dass ab 1970 mit dem systematischen Aufbau der Sammlung begonnen wurde. 1977 stifteten die Eheleute Nia und Andreas Stratos das Gebäude, in dem schon ein Jahr später das Museum eingerichtet wurde. Am 30. Oktober 1978 wurde das Museum eine besondere Filiale der griechische Post ELTA. Mit der Privatisierung der Post trennte sich diese vom Museum, das fortan dem Ministerium für Digitalisierung gehört und von einem Verein ehrenamtlich betrieben wird. 

## Ausstellung
Die Ausstellung gliedert sich in zwei Bereiche: Postgeschichte und Philatelie.
Postgeschichte
Gezeigt werden Briefkästen, Uniformen und andere Objekte der Postgeschichte.
Philatelie
Höhepunkte in der Philatelie sind die frühen Hermesköpfe (erste griech. Briefmarken) sowie die Sonderausgaben zur Olympiade 1896. Weiterhin werden verschiedene seltene Stempel gezeigt.